# Okres Lipsko
Okres Lipsko (polsky Powiat lipski) je okres v polském Mazovském vojvodství. Rozlohu má 747,58 km² a v roce 2020 zde žilo 33 598 obyvatel. Sídlem správy okresu je město Lipsko.

## Gminy
Městsko-vesnické:
- Ciepielów
- Lipsko
- Sienno
- Solec nad Wisłą

Vesnické:
- Chotcza
- Rzeczniów

## Města
- Ciepielów
- Lipsko
- Sienno
- Solec nad Wisłą

## Demografie
Počet obyvatel (informace z 30. června 2005):
|         | Celkem | Celkem | Ženy   | Ženy | Muži   | Muži |
|         | Osob   | %      | Osob   | %    | Osob   | %    |
| ------- | ------ | ------ | ------ | ---- | ------ | ---- |
| Celkem  | 36 928 | 100    | 18 480 | 50   | 18 448 | 50   |
| Město   | 5888   | 100    | 2978   | 50,6 | 2910   | 49,4 |
| Vesnice | 31 040 | 100    | 15 502 | 49,9 | 15 538 | 50,1 |